# گرگوری گادبوا
گرگوری گادبوا (فرانسوی: Grégory Gadebois‎؛ زادهٔ ۲۴ ژوئیهٔ ۱۹۷۶) بازیگر اهل کشور فرانسه است. وی از سال ۲۰۰۲ میلادی تاکنون مشغول فعالیت بوده‌است.
از فیلم‌هایی که وی در آنها نقش داشته‌است می‌توان به بازگشتگان، آگوستین، پلیس، زنی در طبقه پنجم، بدرود، ملکه من، در شب باز است، رئیس‌جمهورها و یک روز در موزه اشاره کرد.